# La Fable des abeilles
La Fable des abeilles, The Fable of the Bees: or, Private Vices, Publick Benefits en anglais, est une fable politique de Bernard Mandeville, parue en 1714. Il en a fait un second tome en 1729.

## Éditions
La Fable des Abeilles trouve son origine dans la publication anonyme par Mandeville, le 2 avril 1705, du poème « The Grumbling Hive: or, Knaves Turn'd Honest » (« La Ruche mécontente, ou les coquins devenus honnêtes »), un in-quarto à six pence, également contrefait et vendu sous le manteau à un demi-penny. En 1714, le poème fut inclus dans « The Fable of the Bees: or, Private Vices, Publick Benefits » (« La Fable des abeilles : ou, Vices privés, bienfaits publics »), également publié anonymement. Ce livre comprenait un commentaire, « An Enquiry into the Origin of Moral Virtue » (« Une enquête sur l'origine de la vertu morale »), et vingt « Remarks » . La deuxième édition, parue en 1723, fut vendue cinq shillings et comprenait deux nouvelles parties : « An Essay on Charity and Charity-Schools et A Search into the Nature of Society » (« Essai sur la charité et les écoles de charité et Recherche sur la nature de la société »). Cette édition suscita le plus d'intérêt et de notoriété. À partir de l'édition de 1724, Mandeville incluait une « Vindication » , initialement publiée dans le London Journal (en), en réponse à ses critiques. Entre 1724 et 1732, d'autres éditions furent publiées, avec des modifications limitées au style, à de légères modifications de formulation et quelques nouvelles pages de préface. Durant cette période, Mandeville travailla à une « Deuxième partie », composée de six dialogues, publiée en 1729 sous le titre : « The Fable of the Bees. Part II. By the Author of the First » (« La Fable des abeilles. Deuxième partie. Par l'auteur de la première »).
L'édition de 1924 de F. B. Kaye (en), basée sur sa thèse de Yale et publiée par Clarendon Press de l'Université d'Oxford, comprenait de nombreux commentaires et critiques textuelles. Elle a renouvelé l'intérêt pour la Fable, dont la popularité avait diminué au cours du XIXe siècle. L'édition de Kaye, « model of what a fully annotated edition ought to be » (« modèle de ce que devrait être une édition entièrement annotée ») et toujours importante pour les études sur Mandeville, a été réimprimée en 1988 par l'American Liberty Fund (en).

### Éditions françaises

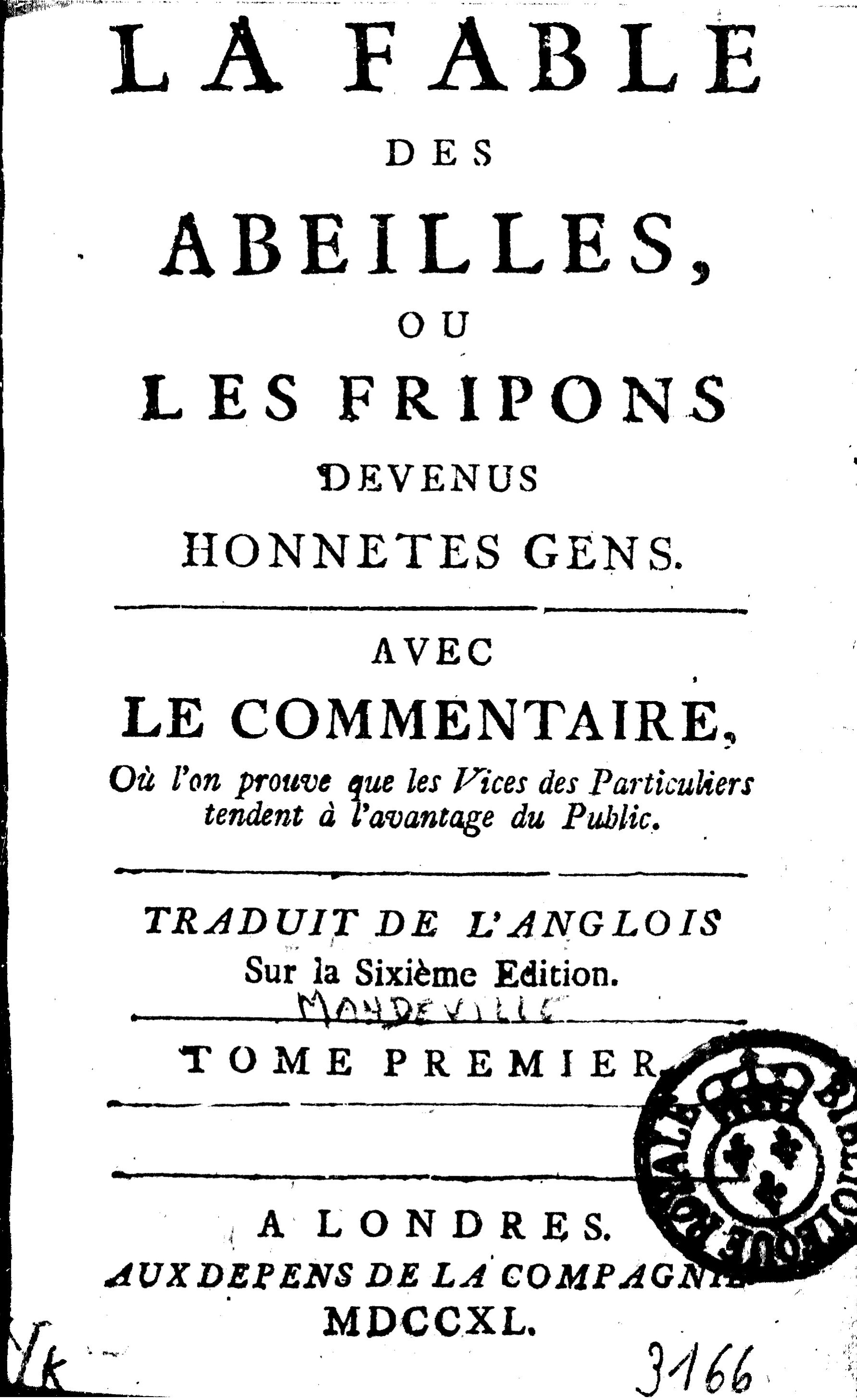
Traduction française de 1740, attribuée à Jean Bertrand.

Émilie du Châtelet en prépare une traduction de 1735 à 1738 : elle ne traduit pas la Fable elle-même mais adapte la préface de l'auteur et insère ses propres commentaires dans ses traductions des chapitres suivants. Le manuscrit, conservé par la Bibliothèque nationale de Russie, fait l'objet d'une publication en 1947,, d'une édition bilingue en français et en italien en 2020 et d'une édition numérique critique en 2023. La traduction, d'Émilie du Châtelet, n'était pas particulièrement fidèle à l'original ; c'était selon Kaye, « a free one, in which the Rabelaisian element in Mandeville was toned down » (« une traduction libre, dans laquelle l'élément rabelaisien de Mandeville était atténué »).
À cette époque, les lettrés français connaissaient Mandeville grâce à la traduction de 1722 par Justus van Effen, ses « Pensées libres sur la religion, l'Église, et le bonheur de la nation ». Ils avaient également suivi le scandale provoqué par la Fable en Angleterre. Le livre connut un succès particulièrement important en France entre 1740 et 1770. Il influença Jean-François Melon ; et Voltaire, qui avait découvert l'œuvre en Angleterre entre 1726 et 1729 et avait réfléchi à certaines de ses idées dans son poème, Le Mondain de 1736,.
Une traduction de l'édition de 1729 attribuée à l'agronome suisse Jean Bertrand est publiée en 1740,.
Une traduction allemande est parue pour la première fois en 1761. .

## Généralités
Pour Bernard Mandeville, le vice, qui conduit à la recherche de richesses et de puissance, produit involontairement de la vertu parce qu'en libérant les appétits, il apporte une opulence supposée ruisseler du haut en bas de la société. Aussi, Mandeville soutient que la guerre, le vol, la prostitution, l'alcool et les drogues, la cupidité, etc. contribuent finalement « à l'avantage de la société civile ». « Soyez aussi avides, égoïstes, dépensiers pour votre propre plaisir que vous pourrez l’être, car ainsi vous ferez le mieux que vous puissiez faire pour la prospérité de votre nation et le bonheur de vos concitoyens. »
L'historiographie s'accorde sur le fait que la description de la société commerciale de la Fable s'est développée au contact de la pensée morale et politique épicurienne. D'autres ont soutenu que Mandeville a plutôt déployé un mélange distinctif d'idées augustiniennes et hobbistes pour argumenter contre ce qu'il considérait comme une valorisation irréaliste de la vertu par Épicure, «  comme moyen de s'assurer les délices de la tranquillité d'esprit ». Cette critique d'Épicure, « nourrissait une polémique plus large contre les  théistes faciles de l'Église d'Angleterre, qui avaient fait appel aux maximes épicuriennes pour déclamer les plaisirs de la vertu. ». Pour défendre une vision d'une nature humaine égoïste, Mandeville a proposé des histoires conjecturales de l'origine de la vertu morale, inversant la description de l'humanité primitive décrite par Lucrèce dans son De Rerum Natura. George Berkeley, dans son Alciphron de 1732 y décèle un système éthique diabolique.
Au XXe siècle, Friedrich Hayek vit en lui un précurseur du libéralisme économique, tandis que Keynes mit en avant la défense de l’utilité de la dépense.

### Argument
La Fable des abeilles développe dans une veine satirique la thèse de l’utilité sociale du luxe, du vice, et de l’égoïsme. Elle avance que toutes les lois sociales résultent de la volonté égoïste des faibles de se soutenir mutuellement en se protégeant des plus forts. Au sujet du vol, Bernard Mandeville y explique que « le travail d'un million de personnes serait bientôt fini, s'il n'y en avait pas un autre million uniquement employé à consumer leurs travaux (...). Si l'on vole 500 ou 1 000 guinées à un vieil avare qui, riche de près de 100 000 livres sterling, n'en dépense que 50 par an, il est certain qu’aussitôt cet argent volé, il vient à circuler dans le commerce et que la nation gagne à ce vol. Elle en retire le même avantage que si une même somme venait d'un pieux archevêque l'ayant léguée au public. »
Sa thèse principale est que les actions des hommes ne peuvent pas être séparées en actions nobles et en actions viles, et que les vices privés contribuent au bien public tandis que des actions altruistes peuvent en réalité lui nuire. Par exemple, dans le domaine économique, il dit qu’un libertin agit par vice, mais que « sa prodigalité donne du travail à des tailleurs, des serviteurs, des parfumeurs, des cuisiniers et des femmes de mauvaise vie, qui à leur tour emploient des boulangers, des charpentiers, etc. ». Donc la rapacité et la violence du libertin profitent à la société en général. Toutefois, il considère également que des pauvres doivent être sacrifiés en peinant et en travaillant afin de permettre aux riches de disposer de leur argent.
Les vices des particuliers sont des éléments nécessaires au bien-être et à la grandeur d’une société. L’Angleterre y est comparée à une ruche corrompue mais prospère, qui se plaint pourtant de son manque de vertu. Jupiter leur ayant accordé ce qu’ils réclamaient, la conséquence est une perte rapide de prospérité, bien que la ruche nouvellement vertueuse ne s’en préoccupe pas, car le triomphe de la vertu coûte la vie à des milliers d’abeilles.
Mandeville est généralement considéré comme un économiste et un philosophe sérieux. Il a publié en 1729 une deuxième édition de la Fable des abeilles, avec des dialogues étendus exposant ses vues économiques. Ses idées au sujet de la division du travail s’inspirent de celles de William Petty.

## Synopsis

### Poème initial,The Grumbling Hive
« The Grumbling Hive: or, Knaves Turn'd Honest » (« La ruche murmurante ou les fripons devenus honnêtes gens ») (1705) est un poème en vers (doggerel) de huit syllabes et 433 vers. Il s'agit d'un commentaire sur la société anglaise contemporaine.
Stuart P. Sherman (en) a écrit qu'au début de sa carrière littéraire, Mandeville lui-même ne se souciait guère d'être pris au sérieux. Sa « Fable », telle qu'il la lança pour la première fois en 1705 sous le titre de « The Grumbling Hive », n'était pas, comme elle l'est aujourd'hui, un chef-d'œuvre, l'œuvre d'une vie (comparable aux « Essais » de Montaigne, à l'« L'Anatomie de la mélancolie » de Burton, au « Léviathan » de Hobbes, à l'« Entendement humain » de Locke ou aux « Caractères » de Shaftesbury). Il n'a d'abord émis que les germes, ou noyau, autour duquel ses méditations allaient s'agglutiner pour la génération suivante. Ce germe n'est qu'un poème de quatre cents doggerels, tels que le misanthrope Swift, ou l'iconoclaste Samuel Butler, dans « Hudibras », les avait écrits pour titiller l'imagination anti-puritaine des temps passés. Les pacifistes, les prédicateurs, les petits Anglais et les sociétés de réforme des mœurs étaient activement engagés dans leur entreprise millénaire, et Mandeville leur lança un sketch satirique, jouant inoffensivement avec l'idée que lorsque l'ambition et l'esprit d'entreprise seront remplacés par la frugalité, la douceur, la tempérance et la patience, la société cessera de « fleurir » et de se développer comme elle l'avait fait lorsque ses idéaux moteurs étaient exaltants et agressifs.
Il commence ainsi :
« A Spacious Hive well stock'd with Bees,

That lived in Luxury and Ease;

And yet as fam'd for Laws and Arms,

As yielding large and early Swarms;

Was counted the great Nursery            5

Of Sciences and Industry.

No Bees had better Government,

More Fickleness, or less Content.

They were not Slaves to Tyranny,

Nor ruled by wild Democracy;             10

But Kings, that could not wrong, because

Their Power was circumscrib'd by Laws. »
« Une ruche spacieuse bien approvisionnée en abeilles,

Qui vivait dans le luxe et la facilité ;

Et pourtant aussi célèbre pour ses lois et ses armes,

En tant qu'essaims produisant de grandes et précoces colonies ;

Était considérée comme la grande nurserie       5

Des Sciences et de l'Industrie.

Aucune abeille n'avait de meilleur gouvernement,

Plus d'inconstance, ou moins de satisfaction.

Elles n’étaient pas esclaves de la tyrannie,

Ni gouvernées par une démocratie sauvage ;       10

Même les rois, ne pouvaient pas faire de mal, car

leur pouvoir circonscrit par des lois. »
— traduction littérale
La « ruche » est corrompue mais prospère, et pourtant elle se plaint de son manque de vertu. Une puissance supérieure décide de lui accorder ce qu'elle demande :
« But Jove, with Indignation moved,

At last in Anger swore, he'd rid          230

The bawling Hive of Fraud, and did.

The very Moment it departs,

And Honesty fills all their Hearts; »
« Mais Jupiter, ému d'indignation,

Finalement, dans sa colère, jura qu'il débarrasserait      230

La Ruche hurlante de la Fraude, et c'est ce qu'il a fait.

Au moment même où il est parti,

Et l’honnêteté a rempli tous leurs cœurs ; »
— traduction littérale
Cela entraîne une perte rapide de prospérité, même si la ruche nouvellement vertueuse ne s'en soucie pas :
« For many Thousand Bees were lost.

Hard'ned with Toils, and Exercise

They counted Ease it self a Vice;

Which so improved their Temperance;    405

That, to avoid Extravagance,

They flew into a hollow Tree,

Blest with Content and Honesty. »
« Pendant des milliers d'années, des abeilles ont été perdues.

Endurcies par le travail et l'exercice

Elles considéraient la facilité comme un vice ;

Ce qui a tellement amélioré leur tempérance ;   405

Que, pour éviter l'extravagance,

Elles ont volé dans un arbre creux,

Béni par le contentement et l'honnêteté. »
— traduction littérale
Le poème se termine par une phrase célèbre :
« Bare Virtue can't make Nations live

In Splendor; they, that would revive

A Golden Age, must be as free,

For Acorns, as for Honesty. »
« La simple vertu ne peut faire vivre les nations

Dans la splendeur ; ceux qui voudraient faire revivre

Un âge d'or, doivent être autant libre,

Pour les glands, que pour l'honnêteté. »
— traduction littérale
Le gland est un rappel de la balanophagie antique, et un raccourci vers l'âge d'or antique, décrit dans le De Rerum Natura auquel par exemple Miguel de Cervantes a fait également allusion dans Don Quichotte:

« Heureux âge, dit-il, et siècles heureux, ceux auxquels les anciens donnèrent le nom d’âge d’or, […] En ce saint âge, toutes choses étaient communes. Pour se procurer l’ordinaire soutien de la vie, personne, parmi les hommes, n’avait d’autre peine à prendre que celle d’étendre la main, et de cueillir sa nourriture aux branches des robustes chênes […] Dans les fentes des rochers, et dans le creux des arbres, les diligentes abeilles établissaient leurs républiques, offrant sans nul intérêt, à la main du premier venu, la fertile moisson de leur doux labeur. »

— Miguel de Cervantes Saavedra, L’Ingénieux Hidalgo Don Quichotte de la Manche. Première partie, Chapitre XI. Traduction par Louis Viardot.
Toujours selon Stuart P. Sherman (en), Mandevile a par la suite prolongé ses observations minutieuses, par lesquelles il est arrivé à la conclusion que l'humanité entière ne parlait que d'un seul objectif : le royaume des cieux, tandis qu'elle concentrait l'essentiel de ses efforts à asseoir sur terre la puissance et la gloire de l'humanité. Il a alors retracé l’histoire de la civilisation jusqu’à ses racines, dans la nature animale sauvage ; dans la luxure, la peur, l’orgueil et la vanité. Mandeville pensait qu'il serait bon que les adultes intelligents acquièrent une habitude moins réticente à affronter, reconnaître et nommer les faits de la nature humaine et ceux de l'organisme social ; c'est pourquoi il publia une nouvelle édition de ses poèmes en 1714, « The Fable of the Bees: or, Private Vices, Publick Benefits » (« La Fable des abeilles : ou, Vices privés, bienfaits publics »).
L'économiste John Maynard Keynes a décrit le poème comme exposant « the appalling plight of a prosperous community in which all the citizens suddenly take it into their heads to abandon luxurious living, and the State to cut down armaments, in the interests of Saving » (« la situation effroyable d'une communauté prospère où tous les citoyens s'avisent soudain d'abandonner le luxe et où l'État réduit les armements au nom de l'épargne »).

### Charity school
Dans l'édition de 1723, Mandeville ajouta « An Essay on Charity and Charity-Schools et A Search into the Nature of Society » (« Essai sur la charité et les écoles de charité et Recherche sur la nature de la société »). Il critiquait les Charity schools, conçues pour éduquer les pauvres et, ce faisant, leur inculquer la vertu. Mandeville désapprouvait l'idée que l'éducation encourage la vertu, car il ne croyait pas que les mauvais désirs n'existaient que chez les pauvres ; il considérait plutôt les personnes instruites et riches comme beaucoup plus rusées. Mandeville pensait qu'éduquer les pauvres augmentait leurs désirs de biens matériels, ce qui contrecarrait l'objectif de l'école et rendait plus difficile leur prise en charge.

## Réception contemporaine
À l'époque, le livre fut considéré comme scandaleux, perçu comme une attaque contre les vertus chrétiennes. Mandeville parvient à faire l'unanimité contre lui : Haute et Basse Église, Whigs et Tories ; William Law, Francis Hutcheson, George Berkeley, William Warburton, John Brown font partie de ses détracteurs. Montesquieu, Voltaire, Rousseau, Helvetius, Mendelssohn, Baumgarten et Kant, etc. d'autre part liront et méditeront la Fable. L'édition de 1723 fut présentée comme une nuisance par le Grand Jury du Middlesex, qui proclama que le but de la Fable était [to]  « run down Religion and Virtue as prejudicial to Society, and detrimental to the State; and to recommend Luxury, Avarice, Pride, and all vices, as being necessary to Public Welfare, and not tending to the Destruction of the Constitution » (« dénigrer la religion et la vertu comme préjudiciables à la société et nuisibles à l'État ; et de recommander le luxe, l'avarice, l'orgueil et tous les vices, comme étant nécessaires au bien public et ne tendant pas à la destruction de la Constitution »). Dans la rhétorique de la présentation, Mandeville y vit l'influence de la Society for the Reformation of Manners. Le livre fut également dénoncé dans le London Journal (en). Mandeville lui-même aurait proposé de brûler son livre si l'on pouvait y trouver quelque chose de contraire à la morale publique ; et il a été dit dans la presse qu'un gentleman bien habillé, vraisemblablement l'auteur, avait été vu portant « La Fable des Abeilles » au bûcher public.
L'édition de 1723 acquit une notoriété que les éditions précédentes n'avaient pas eue et suscita des débats parmi les hommes de lettres tout au long du XVIIIe siècle. La popularité de la seconde édition, en 1723, en particulier, a été attribuée à l'effondrement de la bulle spéculative des mers du Sud (krach de 1720) quelques années plus tôt. Pour les investisseurs qui avaient perdu leur argent lors de ce krach et au vu des fraudes qui l'avaient accompagné, les déclarations de Mandeville sur le vice privé au service du bien public auraient été exaspérantes;
Le livre fut vigoureusement combattu, entre autres, par le philosophe George Berkeley et le prêtre William Law (Remarks upon a late book, entituled the fable of the bees: or private vices, publick benefits, 1726). Berkeley l'attaqua dans le deuxième dialogue de son Alciphron de 1732. D'autres auteurs ont attaqué la Fable, notamment Archibald Campbell (en) (1691–1756) dans son Aretelogia. Alexander Innes, Campbell et John Brown, citèrent des représentations antiques de l'épicurisme pour réfuter la Fable. Francis Hutcheson a également dénoncé Mandeville, déclarant initialement que la Fable était « irréfutable », c'est-à-dire trop absurde pour être commentée. Hutcheson soutenait que le plaisir consistait en [the] « affection to fellow creatures » (« l'affection envers ses semblables »), et non en la poursuite hédoniste des plaisirs corporels. Il était également en désaccord avec la notion de luxe (luxury) de Mandeville, qui, selon lui, reposait sur une conception trop austère de la vertu,. L'économiste moderne John Maynard Keynes a noté qu'un seul homme est connu pour avoir parlé en bien de la Fable, savoir le Dr Johnson, qui a déclaré « that it did not puzzle him, but 'opened his eyes into real life very much » (« qu'elle ne l'avait pas déconcerté, mais lui avait beaucoup ouvert les yeux sur la réalité »). Les philosophes écossais des Lumières Adam Smith, John Bruce et Dugald Stewart ont opposé la philosophie morale d'Épicure au « système licencieux de Mandeville ».

### Charles-Irénée Castel de Saint-Pierre
Charles-Irénée Castel de Saint-Pierre s'exprime en 1741 sur Mandeville dans son « Contre l'opinion de Mandeville », « Que toutes les passions sont injustes, et que les passions injustes sont néanmoins plus utiles que nuisibles à l’augmentation des richesses et au bonheur de la Société, parce qu’il n’y a que les passions injustes qui excitent les hommes au travail. ».

### Chez Holberg
Le livre atteignit le Danemark en 1748, où un écrivain scandinave majeur de l'époque, Ludvig Holberg (1684-1754), proposa une nouvelle critique de la Fable — une critique qui ne se concentrait pas sur « des considérations éthiques ou un dogme chrétien ».  Au lieu de cela, Holberg remettait en question les hypothèses de Mandeville sur la constitution d'une société bonne ou florissante : « la question est de savoir si une société peut être qualifiée de luxueuse dans laquelle les citoyens amassent de grandes richesses qui leur appartiennent tandis que d'autres vivent dans la plus profonde pauvreté. Telle est la condition générale dans toutes les villes dites florissantes qui sont réputées être les joyaux de la couronne de la terre. » Holberg rejette les idées de Mandeville sur la nature humaine — selon lesquelles de tels états inégaux sont inévitables parce que les humains ont une nature animale ou corrompue — en citant l'exemple de Sparte, la cité État de la Grèce antique. On disait que le peuple de Sparte avait des idéaux rigoureux et immatériels, et Holberg d'écrire que Sparte était forte grâce à ce système de vertu : « Elle était exempte de troubles internes, car il n'y avait aucune richesse matérielle susceptible de donner lieu à des querelles. Elle était respectée et honorée pour son impartialité et sa justice. Elle a accru en domination sur les autres Grecs simplement parce qu'elle a rejeté la domination. »

### Chez Rousseau
Jean-Jacques Rousseau a commenté la Fable dans son Discours sur l'origine et les fondements de l'inégalité parmi les hommes (1754) : « Mandeville a bien senti qu’avec toute leur morale les hommes n’eussent jamais été que des monstres, si la nature ne leur eût donné la pitié à l’appui de la raison : mais il n’a pas vu que de cette seule qualité découlent toutes les vertus sociales qu’il veut disputer aux hommes. En effet, qu’est-ce que la générosité, la clémence, l’humanité, sinon la pitié appliquée aux faibles, aux coupables, ou à l’espèce humaine en général ? » Mandeville considère l'avidité comme « bénéfique au public » et il dénie aux hommes toute vertu sociale. C'est sur ce dernier point que Rousseau réplique à Mandeville. Malgré certains recoupements entre les travaux de Rousseau sur l'autonomie et les idées de Mandeville, Rousseau identifie les vertus comme des applications de la pitié naturelle : « car désirer que quelqu’un ne souffre point, qu’est-ce autre chose que désirer qu’il soit heureux ? » 
Rousseau attaque Mandeville dans son Discours sur l'origine et les fondements de l'inégalité parmi les hommes, principalement parce que Mandeville nie à l'homme les vertus sociales. Rousseau contre-attaque Mandeville en s'appuyant sur un aveu de Mandeville. Mandeville admet que la nature a doté l'homme de pitié. Rousseau utilise cet aveu pour souligner comment la clémence, la générosité et l'humanité sont des applications de la pitié humaine. Ainsi, puisque Mandeville admet l'existence de la pitié au sein de l'humanité, il doit admettre l'existence, au minimum, de ces vertus de clémence, de générosité et d'humanité. Rousseau conclut en affirmant :
« La bienveillance et l’amitié même sont, à le bien prendre, des productions d’une pitié constante, fixée sur un objet particulier : car désirer que quelqu’un ne souffre point, qu’est-ce autre chose que désirer qu’il soit heureux ? »
Rousseau identifie que l'admission de la pitié au sein de l'humanité par Mandeville doit également être une admission de l'homme possédant de l'altruisme.

### Chez Adam Smith
Adam Smith a exprimé sa désapprobation de La Fable des Abeilles dans la partie VII, section II de sa Théorie des sentiments moraux de 1759. La raison pour laquelle Smith critique vivement Mandeville est que ce dernier confond la cupidité avec l'intérêt personnel. Smith affirme qu'en réalité, la cupidité et l'intérêt personnel qu'il commente dans La Recherches sur la nature et les causes de la richesse des nations de 1776 sont des concepts distincts qui affectent le marché de manière très différente.

### Chez Stephen
Au XIXe siècle, Leslie Stephen, écrivant pour le Dictionary of National Biography, rapportait que Mandeville provoquer des offenses par ce livre, « in which a cynical system of morality was made attractive by ingenious paradoxes » (« dans lequel un système moral cynique était rendu attrayant par d'ingénieux paradoxes. »)... « His doctrine that prosperity was increased by expenditure rather than by saving fell in with many current economical fallacies not yet extinct. » (« Sa doctrine selon laquelle la prospérité était accrue par la dépense plutôt que par l'épargne rejoignait de nombreuses erreurs économiques actuelles qui n'ont pas encore disparu. ») « Assuming with the ascetics that human desires were essentially evil and therefore produced 'private vices,' and assuming with the common view that wealth was a 'public benefit,' he easily showed that all civilisation implied the development of vicious propensities. » (« Supposant avec les ascètes que les désirs humains étaient essentiellement mauvais et produisaient donc des « vices privés » et supposant avec l'opinion commune que la richesse était un « bien public », il a facilement démontré que toute civilisation impliquait le développement de propensions vicieuses. »).

## Analyse
En tant que satire, le poème et son commentaire soulignent l'hypocrisie des hommes qui propagent des idées sur la vertu alors que leurs actes privés sont des vices. La mesure dans laquelle les définitions « rigoristes »  de la vertu et du vice de Mandeville rejoignaient celles de la société anglaise dans son ensemble a été débattue par les spécialistes. Kaye suggère que deux concepts connexes du vice entrent en jeu dans la formulation de Mandeville. Le christianisme enseignait qu'un acte vertueux était désintéressé, et la philosophie du déisme suggérait que l'usage de la raison était vertueux car il révélait naturellement la vérité théologique. Mandeville cherchait des actes de vertu publique et ne pouvait les trouver, mais observait que certaines actions (qui devaient alors être des vices) conduisaient à des résultats bénéfiques pour la société, comme un État prospère. Tel était le paradoxe de Mandeville, tel qu'il est intégré dans le sous-titre du livre « Private Vices, Publick Benefits ».
Mandeville s'intéressait à la nature humaine, et ses conclusions à ce sujet étaient extrêmes et scandaleuses pour les Européens du XVIIIe siècle. Il considérait les humains et les animaux comme fondamentalement identiques : à l'état de nature, tous deux se comportent selon leurs passions ou leurs désirs fondamentaux. L'homme était cependant différent, car il pouvait apprendre à se voir à travers le regard des autres et ainsi modifier son comportement s'il y avait une récompense sociale à cela. Dans cette optique, Mandeville a décrit la méthode par laquelle les instincts égoïstes de « l'homme sauvage » avaient été maîtrisés par l'organisation politique de la société. Il était dans l'intérêt de ceux qui nourrissaient des motivations égoïstes, affirmait-il, de prêcher aux autres un comportement vertueux :
« It being the Interest then of the very worst of them, more than any, to preach up Publick-spiritedness, that they might reap the Fruits of the Labour and Self-denial of others, and at the same time indulge their own Appetites with less disturbance, they agreed with the rest, to call every thing, which, without Regard to the Publick, Man should commit to gratify any of his Appetites, VICE; if in that Action there cou'd be observed the least prospect, that it might either be injurious to any of the Society, or ever render himself less serviceable to others: And to give the Name of VIRTUE to every Performance, by which Man, contrary to the impulse of Nature, should endeavour the Benefit of others, or the Conquest of his own Passions out of a Rational Ambition of being good. »
— Kaye, Kaye 1924 I, p. 47–48, cité dans Harth 1969, p. 324

« Comme l'intérêt des pires d'entre eux, plus que de tous, était de prêcher l'esprit public, afin de récolter les fruits du travail et de l'abnégation des autres, et en même temps de satisfaire leurs propres appétits avec moins de perturbations, ils convinrent avec les autres d'appeler VICE tout ce que, sans égard pour le public, l'homme pourrait commettre pour satisfaire l'un de ses appétits ; si dans cette action on pouvait observer la moindre perspective qu'elle puisse être préjudiciable à l'un des membres de la Société, ou qu'elle puisse se rendre moins utile aux autres : et de donner le nom de VERTU à toute action par laquelle l'homme, contrairement à l'impulsion de la nature, s'efforcerait de faire du bien aux autres ou de vaincre ses propres passions par ambition rationnelle d'être bon. »
— traduction littérale
Pour les critiques, il semblait que Mandeville encourageait le vice, mais telle n'était pas son intention. Il disait vouloir « pull off the disguises of artful men » (« démasquer les hommes rusés ») et exposer — the hidden strings —« les ficelles cachées » qui guidaient le comportement humain. Néanmoins, il était considéré comme un « défenseur moderne de la licence » (modern defender of licentiousness), et les discussions sur les « vices privés » et les « avantages publics » étaient courantes parmi le public instruit en Angleterre..

### En tant que littérature
On a moins prêté attention aux qualités littéraires du livre de Mandeville qu'à son argumentation. Kaye a qualifié le livre de « possessed of such extraordinary literary merit » (« d'extraordinaire mérite littéraire » ») , mais a concentré son commentaire sur ses implications pour la philosophie morale, l'économie et l'utilitarisme. Harry L. Jones, quant à lui, écrivait en 1960 que la Fable « est une œuvre ayant peu, voire aucun mérite littéraire ; c'est un pur et simple poème de mirliton (doggerel), et il ne mérite aucune discussion sur les aspects formels qui permettent de qualifier l'art d'art ». 

### Points de vue économiques
Mandeville est aujourd'hui généralement considéré comme un économiste et un philosophe sérieux. Son deuxième volume, The Fable of the Bees, paru en 1729, était un recueil de six dialogues qui développaient ses vues socio-économiques. Ses idées sur la division du travail s'inspirent de celles de William Petty et sont similaires à celles d'Adam Smith. Mandeville déclare :
« When once Men come to be govern’d by written Laws, all the rest comes on a-pace. Now Property, and Safety of Life and Limb, may be secured: This naturally will forward the Love of Peace, and make it spread. No number of Men, when once they enjoy Quiet, and no Man needs to fear his Neighbour, will be long without learning to divide and subdivide their Labour...
Man, as I have hinted before, naturally loves to imitate what he sees others do, which is the reason that savage People all do the same thing: This hinders them from meliorating their Condition, though they are always wishing for it: But if one will wholly apply himself to the making of Bows and Arrows, whilst another provides Food, a third builds Huts, a fourth makes Garments, and a fifth Utensils, they not only become useful to one another, but the Callings and Employments themselves will in the same Number of Years receive much greater Improvements, than if all had been promiscuously follow’d by every one of the Five...
The truth of what you say is in nothing so conspicuous, as it is in Watch-making, which is come to a higher degree of Perfection, than it would have been arrived at yet, if the whole had always remain'd the Employment of one Person; and I am persuaded, that even the Plenty we have of Clocks and Watches, as well as the Exactness and Beauty they may be made of, are chiefly owing to the Division that has been made of that Art into many Branches »
— Kaye, .

« Une fois que les hommes seront gouvernés par des lois écrites, tout le reste suivra. La propriété, la sécurité de la vie et des membres seront désormais assurées : cela favorisera naturellement l'amour de la paix et le propagera. Aucun homme, une fois qu'il jouit du calme et qu'il n'a plus à craindre son prochain, ne restera longtemps sans apprendre à diviser et subdiviser son travail...
Comme je l'ai déjà suggéré, l'homme aime naturellement imiter ce qu'il voit faire aux autres, ce qui explique pourquoi les peuples sauvages font tous la même chose : cela les empêche d'améliorer leur condition, bien qu'ils le souhaitent toujours. Mais si l'un se consacre entièrement à la fabrication d'arcs et de flèches, tandis qu'un autre fournit la nourriture, un troisième construit des huttes, un quatrième confectionne des vêtements et un cinquième des ustensiles, non seulement ils deviennent utiles les uns aux autres, mais leurs professions et leurs emplois eux-mêmes connaîtront, au cours du même nombre d'années, des améliorations bien plus importantes que si tous avaient été suivis sans distinction par chacun des cinq...
La vérité de ce que vous dites n'est nulle part aussi évidente que dans l'horlogerie, qui a atteint un degré de perfection plus élevé qu'il ne l'aurait été si l'ensemble était toujours resté le même. Emploi d'une seule personne ; et je suis persuadé que même l'abondance que nous avons d'horloges et de montres, ainsi que l'exactitude et la beauté dont elles peuvent être faites, sont principalement dues à la division qui a été faite de cet art en plusieurs branches. »
— traduction littérale
Le poème suggère de nombreux principes clés de la pensée économique, y compris la division du travail et la « main invisible », 70 ans avant que ces concepts ne soient plus complètement élucidés par Adam Smith. Deux siècles plus tard, John Maynard Keynes a cité Mandeville pour montrer que ce n'était « pas une nouveauté... d'attribuer les maux du chômage à... l'insuffisance de la propension à consommer » (no new thing... to ascribe the evils of unemployment to... the insufficiency of the propensity to consume,  une condition également connue sous le nom de paradoxe de l'épargne, qui était au cœur de sa propre théorie de la demande effective.

### Critique de la consommation de viande
Dans The Ethics of Diet (en) (L'Éthique de l'alimentation) (1883), Howard Williams (en) consacre un chapitre à Mandeville, affirmant que La Fable des abeilles contient une critique sincère de la consommation de viande. Williams souligne les préoccupations éthiques de Mandeville concernant l'abattage d'animaux pour se nourrir, citant:
« I have often thought, if it was not for this tyranny which custom usurps over us, that men of any tolerable good-nature could never be reconciled to the killing of so many animals for their daily food, as long as the bountiful earth so plentifully provides them with varieties of vegetable dainties. »
« J'ai souvent pensé, si ce n'était pas à cause de cette tyrannie que la coutume exerce sur nous, que les hommes d'une nature un peu bonne ne pourraient jamais se résigner à tuer autant d'animaux pour leur nourriture quotidienne, tant que la terre généreuse leur fournira si abondamment une variété de délices végétaux. »
 Williams a présenté Mandeville comme l'une des premières voix de l'opposition morale à la consommation de viande. Henry Stephens Salt a plus tard reconnu cet aspect de l'œuvre de Mandeville dans son traité de 1892, Animals' Rights: Considered in Relation to Social Progress (en), où La Fable des Abeilles apparaît dans la « Bibliography of the Rights of Animals ». Les remarques de Mandeville ont également incité Joseph Ritson (en) premier écrivain végétarien, à adopter un régime végétarien.

### Rapprochements avec la pensée de La Rochefoucauld
Mandeville est redevable à La Rochefoucauld, qu'il cite à plusieurs reprises et dont il partage étroitement la pensée. Tous deux insistent sur le fait que les hommes sont des créatures de passion et non de raison, et que les motivations humaines sont fondamentalement l'amour-propre. D'après F. B. Kaye (en), une grande partie de la philosophie de Mandeville pourrait d'ailleurs se résumer à une élaboration de la maxime-épigraphe, de La Rochefoucauld:

« Nos vertus ne sont le plus souvent que des vices déguisées »

dans laquelle il faudrait changer « plus souvent » en « toujours »  (Cette maxime-épigraphe, résumé de tout Réflexions ou sentences et maximes morales, date de la 4e édition de 1675). Néanmoins, comme les doctrines en question n'étaient pas rares, il est impossible de dire dans quelle mesure Mandeville les a puisées chez La Rochefoucauld ou chez d'autres sources, comme par exemple Pierre Bayle ou Jacques Esprit, empruntant éventuellement des phrases pour les adapter à des croyances déjà formées.
Thomas Babington Macaulay (1800-1859), dans son essai sur John Milton (Works, éd. 1866, v. 5) dira : « I like Mandeville better [than La Rochefoucauld]. He goes more into his subject » (« Je préfère Mandeville [à La Rochefoucauld]. Il approfondit davantage son sujet. »).
Une Pensée de La Rochefoucauld prend la direction opposée de celle prise par Mandeville, notamment autour du thème central du luxe , pour Mandeville essentiel à la prospérité des sociétés:

« Le luxe et la trop grande politesse dans les États sont le présage assuré de leur décadence, parce que tous les particuliers s’attachant à leurs intérêts propres, ils se détournent du bien public »

Pour Mandeville : « ces terribles conséquences qu’on met sur le compte du Luxe, doivent être attribuées à l’administration, à la mauvaise politique de ceux qui gouvernent. » (Remarque L). Gabriel Brotier, commentateur de La Rochefoucauld fait remarquer que la Pensée 97 n'a pas été conservée par La Rochefoucauld au nombre des Maximes, empêché probablement par le succès de Colbert qui avait voulu que l'Etat ait un luxe public et un grand ton de politesse, etc.. La vie de salon et de cour dont La Rochefoucauld est le témoins, et l'analyste, fait la démonstration d'un libéralisme psychologique, étape importante « entre deux grandes époques historiques », l'une théocratique et féodale, et l'autre le libérale. En plein absolutisme, il ne saurait être d'autre part question de libéralisme politique ; et pour qu'on parle de libéralisme économique, il aurait fallu que la France ait dépassé le dirigisme de Colbert et de l'État — Contrairement à Mandeville, La Rochefoucauld ne comprend pas « les avantages des comportements intéressés dans l'organisation politique des sociétés et dans l'économie » — ; il aurait fallu aussi que la France cesse de considérer avec dédain les motivations intéressées des Provinces-Unies. Enfin pour que La Rochefoucauld, puisse être considéré comme un homme des Lumières, il lui aurait fallu entendre la voix d'un Pierre Nicole (1625-1695) (« pour réformer tous les vices et tous les désordres grossiers, et pour rendre les hommes heureux dès cette vie même, il ne faudrait au défaut de la charité, que leur donner à tous un amour-propre éclairé, qui sût discerner ses vrais intérêts »).

Le « Contre l'opinion de Mandeville » de Charles-Irénée Castel de Saint-Pierre semble faire suite à opuscule Sur les pensées de M. de La Rochefoucauld. Ce qui lui permet de conclure :

« De là il ſuit que deux celébres Ecrivains Franſois de nos jours pouroient bien n'avoir pas eu aſſez de pénétrafion dans la Morale & dans la Politique pour voir qu'en blamant tout amour de gloire, de dixinxion, tout dézir du plézir d'être loűé & eſtimé, toute pasfion de ſurpaſſer ſes pareils, ils afoiblisſent ſans y panſer, le plus grand resſort du Créateur pour porter les hommes & les Grans Hommes aux travaux & aux ouvrajes les plus inportans à l'augmantation du bonheur de leur patrie. »

## Portée
L’idée selon laquelle les « vices privés font le bien public » a inspiré nombre d’auteurs dont Adam Smith (qui pourtant critique âprement Mandeville par ailleurs) ou — au XXe siècle — Ayn Rand dans La Vertu d'égoïsme. Adam Smith répète le principe du projet mandevillien en le débarrassant de sa dimension sulfureuse et provocatrice. Dans La Richesse des nations, il remplace le mot « vice » par l'« amour de soi » (self-love).
Jean-Jacques Rousseau a commenté La Fable des abeilles dans la Première Partie de son Discours sur l'origine de l'inégalité parmi les hommes (1754).
Néanmoins, la théorie de Mandeville est bien plus forte : il soutient qu'une société ne peut avoir en même temps morale et prospérité et que le vice, entendu en tant que recherche de son intérêt propre, est la condition de la prospérité.
En 2007, dans Le Divin Marché, la révolution culturelle libérale, Dany-Robert Dufour tente de montrer que, bien loin d'être sortis de la religion, nous sommes tombés sous l'emprise d'une nouvelle religion conquérante, le Marché, fonctionnant sur un principe simple, mais redoutablement efficace, mis au jour par Bernard de Mandeville : « Les vices privés font la vertu publique ». Ce miracle est permis par l'intervention d'une Providence divine (cf. la fameuse « main invisible » postulée par Adam Smith).